# Benkő József (matematikus)
Benkő József (Temesvár, 1939. szeptember 8. – Pécs, 2002. január 22.)  erdélyi származású matematikus, matematikai szakíró, tankönyvíró.

## Életútja
Az elemi iskolát Székelyszáldoboson végezte. Általános iskolai és középiskolai tanulmányait Budapesten végezte, majd a kolozsvári Babeș–Bolyai Tudományegyetem matematikai karán szerzett diplomát. 1964-től a brassói Politechnikai Intézet (később Transilvania Egyetem) matematikai karán volt egyetemi oktató. 1975-ben doktorált Gheorghe Călugăreanu professzornál a Babeș–Bolyai Tudományegyetemen.
Német és angol (referáló) szakfolyóiratok szerződött külső munkatársa, tanulmányait főleg  a Studia Univ. Babeş-Bolyai, Studii și Cercetări Matematice közölte. Elméleti értekezéssel szerepelt a M. Malița szerkesztésében megjelent Sisteme în științele naturii (1979) c. kötetben. Több szakmunkáját a brassói egyetem adta ki, társszerzője több egyetemi kiadványnak. Benkő József és Benkő Iosif néven publikálta tudományos dolgozatait.
1994-től a pécsi egyetemen tanított.

## Szakcikkeiből
- On the extreme points of the unit spheres in the spaces C∗(X) and L1(μ). Studia Univ. Babeş-Bolyai Ser. Math.-Phys. 14 (1969), no. 2, 3–7.
- Monotonic linear extensions for ordered modules, their extremality and uniqueness. Mathematica (Cluj) 25(48) (1983), no. 2, 119–125. (társszerző: E. Scheiber)
- Increase of xn+1=xn−φ(xn) iteration's order. Math. Pannonica 10, No. 2, 291-299 (1999). (társszerző: Klincsik Mihály)
- "Rendezett" és "rendezetlen" összegzés I. A matematika tanítása: módszertani folyóirat, 1. évf. 1993/3. sz.
- "Rendezett" és "rendezetlen" összegzés II. A matematika tanítása: módszertani folyóirat, 1. évf. 1993/4. sz.

## Könyvei
- A topológia elemei (Dacia Kiadó, Kolozsvár, 1975).
- Diszkrét dinamikus rendszerek: bevezetés a diszkrét dinamikus rendszerek és a káosz elméletébe (Univ. Press, Pécs, 2000)